# دیوار بزرگ چین (داستان کوتاه)
«دیوار بزرگ چین» (عنوان اصلی آلمانی: Beim Bau der Chinesischen Mauer) داستانی کوتاه از فرانتس کافکا است. کافکا این داستان را در بهار سال ۱۹۱۷ نوشت. داستان «پیام امپراطور» نیز بخشی از این داستان است.